# NGC 11
NGC 11 (другие обозначения — UGC 73, MCG 6-1-15, ZWG 517.20, ZWG 518.15, IRAS00061+3710, PGC 642) — спиральная галактика (Sa) в созвездии Андромеды.
По оценкам, основанным на её красном смещении z = 0,014670(67) и постоянной Хаббла 70 км/(с·Мпк), галактика находится на расстоянии около 63 Мпк (205 млн световых лет) и имеет диаметр около 90 тыс. световых лет.
Объект был обнаружен 24 октября 1881 года французским астрономом Эдуардом Стефаном.
Этот объект входит в число перечисленных в оригинальной редакции «Нового общего каталога» (NGC). Автор NGC Дж. Дрейер описывает галактику в каталоге как «очень слабую, очень маленькую, очень мало вытянутую, включающую две очень слабые звезды»; однако первооткрыватель, Э. Стефан, более точно описывает её форму как «неправильный овал, вытянутый с юго-востока на северо-запад». По современным наблюдениям, NGC 11 представляет собой спиральную галактику, видимую точно с ребра, поэтому её видимые угловые размеры, 1,5′ × 0,3′, действительно сильно отличаются в двух направлениях.